# David och de magiska pärlorna
David och de magiska pärlorna (polsk originaltitel: Dawid i Sandy) är en polsk-svensk animerad film från 1988 i regi av Wieslaw Zieba och Zbigniew Stanislawski.

## Handling
David bor tillsammans med sina föräldrar i utkanten av djungeln. Tillsammans med en hund och en örnunge befriar han djur som tillfångatagits av en kvinna och hennes apa. Hon arbetar för en boss, som med hjälp av pärlor från rymdvarelser tänker bygga en stad i djungeln, bli rikast och därigenom kunna styra världen. Tillsammans med vännerna räddar David djungeln och världen.

## Röster
Polska
- Ewa Kania
- Ewa Zlotowska
- Ewa Żukowska
- Jerzy Molga
- Tadeusz Wludarski

Svenska
- Martin Lindström – David
- Mia Benson – Madame Rusk
- Åke Lindström – bossen
- Gunnar Ernblad – pappan
- Gunilla Norling – mamman

### Fotnoter
1. 1 2  ”David och de magiska pärlorna”. Svensk Filmdatabas. http://sfi.se/sv/svensk-filmdatabas/Item/?itemid=17229&type=MOVIE&iv=Basic&ref=/templates/SwedishFilmSearchResult.aspx?id%3d1225%26epslanguage%3dsv%26searchword%3ddavid+och+de+magiska+p%C3%A4rlorna%26type%3dMovieTitle%26match%3dBegin%26page%3d1%26prom%3dFalse. Läst 21 maj 2013.